# Antonio Vargas-Zúñiga y Montero de Espinosa
Antonio de Vargas-Zúñiga y Montero de Espinosa (Almendralejo, 5 de març 1904 - Madrid, 20 de juny de 1983) fou un aristòcrata i historiador espanyol, marquès de Siete Iglesias i acadèmic de la Reial Acadèmia de la Història.

## Biografia
Fill dels aristòcrates José de Vargas-Zúñiga y Golfín i Josefa Montero de Espinosa y Chaves, aconseguí el marquesat el 1918 gràcies a una concessió del rei Alfons XIII. Es casà en primeres noces amb María del Milagro Sanchiz y Arróspide, filla del marquès del Vasto, i en segones amb Josefina Carlota Pignatelli y Maldonado. Fou cavaller de la Real Maestranza de Caballería de Sevilla, cavaller gran creu de justícia de la Sagrat Orde Militar Constantinià de Sant Jordi, cofundador de la Real Asociación de Hidalgos de España, acadèmic de nombre de la Reial Acadèmia de la Història des de 1973 (on va indexar la Col·lecció Salazar Castro) i president de la Reial Acadèmia d'Extremadura de les Lletres i de les Arts.